# Echinopsis obrepanda
Echinopsis obrepanda  es una especie de plantas en la familia Cactaceae. 

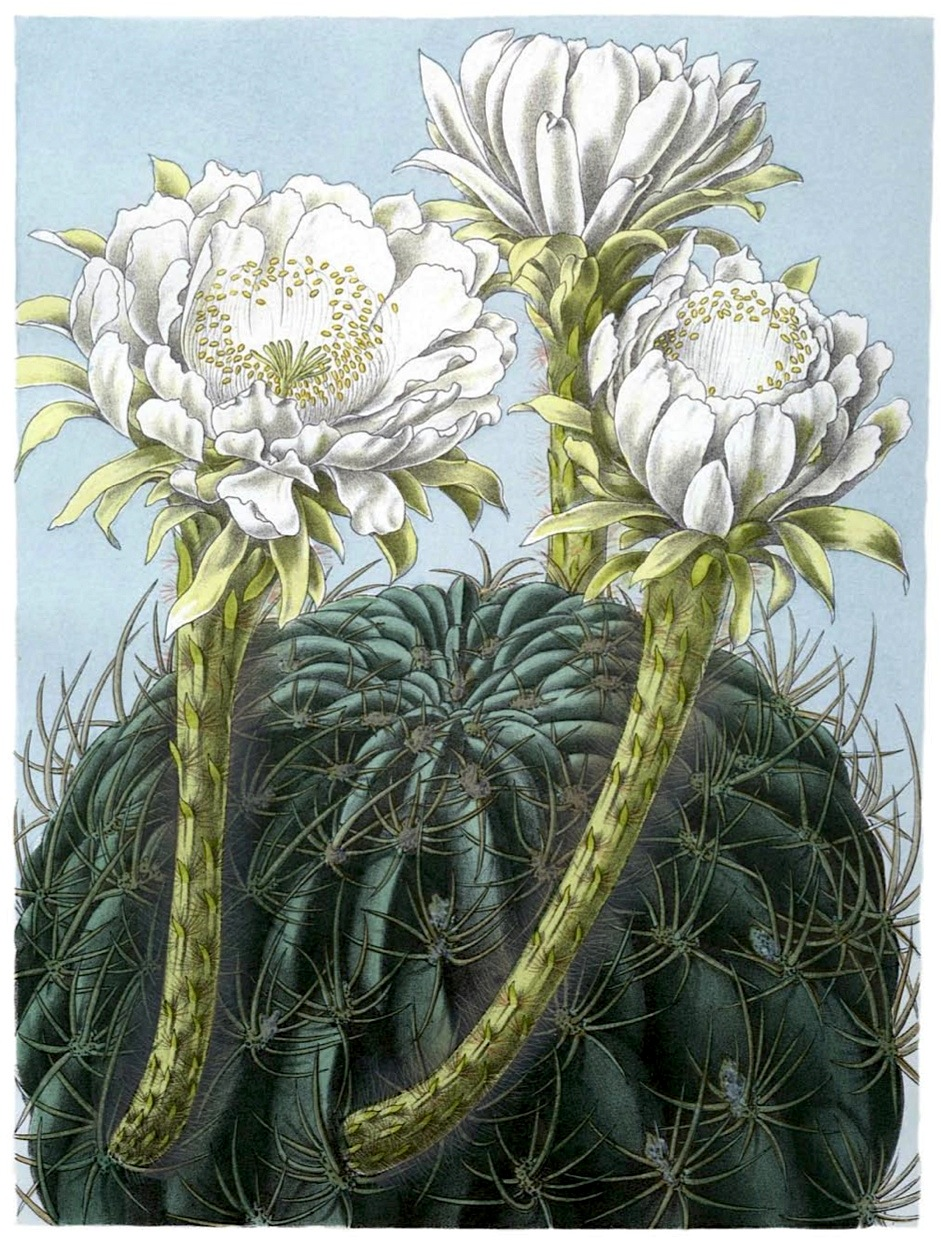
Ilustración

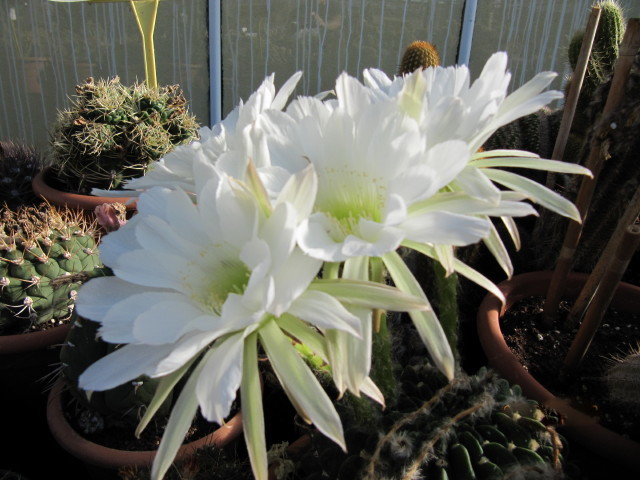
Detalle de la flor

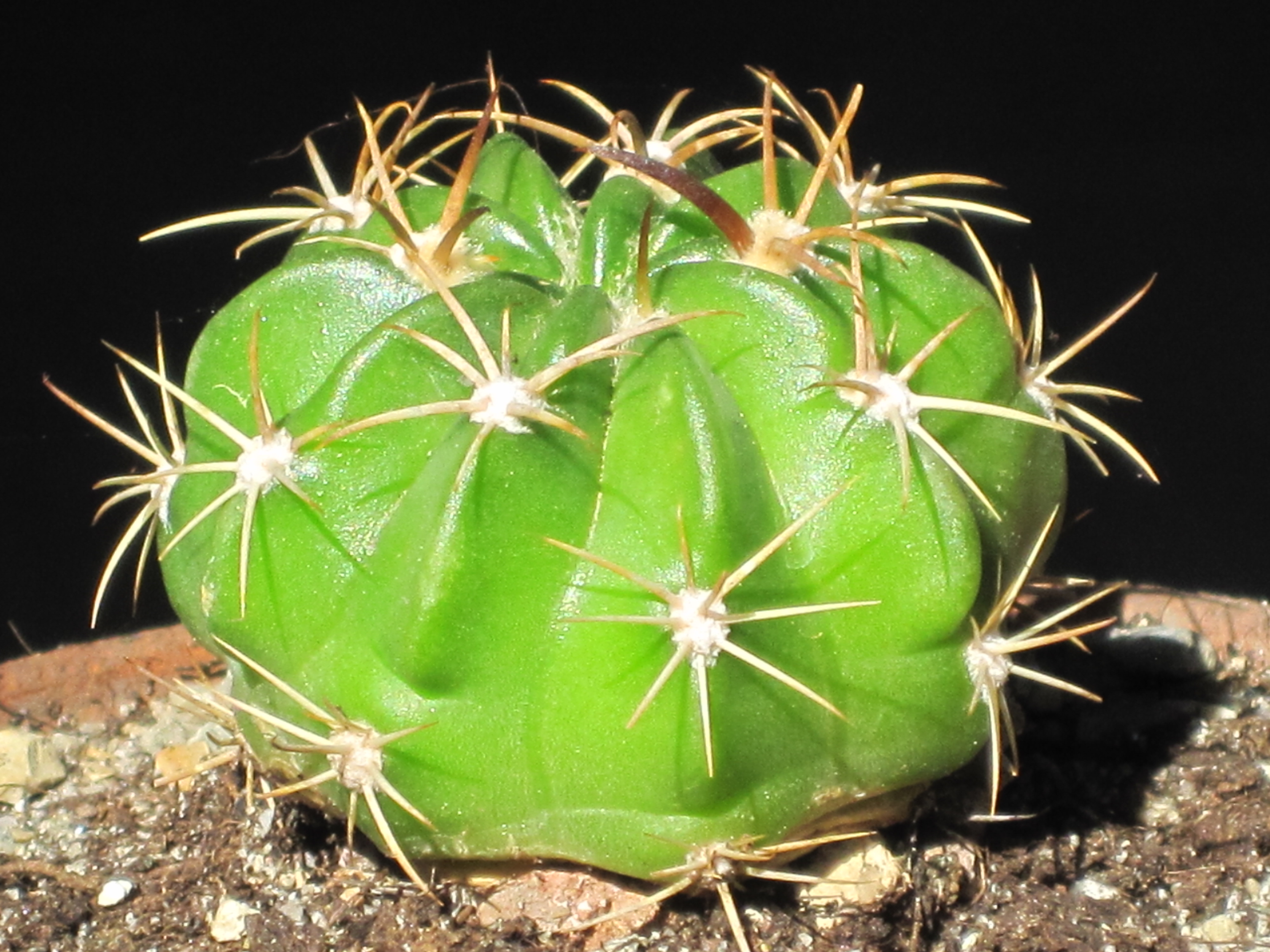
Echinopsis calorubra

## Distribución
Es endémica de Bolivia. Es una especie común que se ha extendido por todo el mundo.

## Descripción
Echinopsis obrepanda crece generalmente solitaria y con la edad de vez en cuando constituye pequeños grupos. Los tallos son deprimidos esféricos, de color gris oscuro o verde con brotes que alcanzan  hasta 20 centímetros de diámetros. Tiene de 13 a 18 fuertes costillas disponibles, que se dividen en jorobas. Las grises areolas están en las muescas y están alrededor de 2 cm de distancia, de las que surgen espinas un poco curvadas, de color blanco y pardo. Las tres espinas centrales, que en ocasiones pueden faltar, están dobladas en la punta y son de 2 a 5 cm de largo. La mayoría de las 6 a 13 espinas radiales miden hasta 1 cm de largo.
Las flores en forma de embudo, son fragantes de color blanco con magenta-rojo y se abren por la noche. Miden de 10 a 20 cm de largo. Los frutos son esféricos y semisecos.

## Taxonomía
Echinopsis obrepanda fue descrita por (Salm-Dyck) K.Schum. y publicado en Die Natürlichen Pflanzenfamilien 3(6a): 184. 1894.
Etimología
Ver: Echinopsis
obrepanda epíteto latino que significa "curvado al contrario".
Variedades
- Echinopsis obrepanda subsp. calorubra (Cárdenas) G.Navarro
- Echinopsis obrepanda subsp. obrepanda
- Echinopsis obrepanda subsp. tapecuana (F.Ritter) G.Navarro

Sinonimia
| - Echinocactus obrepandus - Pseudolobivia obrepanda - Echinopsis fiebrigii - Pseudolobivia fiebrigii - Echinopsis rojasii - Pseudolobivia rojasii - Echinopsis calorubra - Pseudolobivia calorubra - Lobivia calorubra | - Echinopsis orozasana - Pseudolobivia orozasana - Pseudolobivia carmineoflora - Echinopsis carmineoflora - Echinopsis toralapana - Pseudolobivia toralapana - Echinopsis tapecuana - Lobivia mizquensis - Echinopsis rauschii - Lobivia aguilarii |